# 圣基茨和尼维斯历史
在加勒比海地区，圣基茨和尼维斯有着较长的有书面记载历史。尽管两个岛屿面积相对较小，且之间的距离只有两英里远，他们一直被承认是两个独立的实体。直到19世纪后期，他们被强制合为一个地区。

## 哥伦布前时期
约公元前3000年，第一批移民抵达这些岛屿。他们来自今佛罗里达，从事着早期的农业和制陶业。在前1000年左右，从事农业的萨拉多人来到这里。在约800年阿拉瓦克人的一个部落抵达此岛。约1300年，崇尚武力的加勒比人将阿拉瓦克人赶至大安得列斯群岛。

## 第一批欧洲人
1493年，在哥伦布第二次航行途中，他发现了这些岛屿，并将圣基茨岛命名为圣雅各（Sant Jago）。然而随后的西班牙探险者由于错误理解地图，将圣基茨岛命名为圣克里斯多福（San Cristobal），而圣克里斯多福本来是二十英里以北萨巴岛的名字。将尼维斯命名为雪花聖母（Nuestra Señora de las Nieves）。这是由于白云的圈圈总是围绕在尼维斯岛的火山口。1538年，法国胡格诺派难民尝试在圣基茨岛北海岸边的港口建立一个定居点。几个月后，该定居点即遭到西班牙人袭击，所有的居民被赶走。

## 17世纪至1700年
在17世纪初，英格兰海军上校托马斯·华纳，在圭亚那海岸建立一个殖民点。然而，该殖民点宣告失败。1623年，华纳放弃了圭亚那海岸，他考察了小安得列斯群岛后，认为圣基茨的地理位置最好。1624年，他建立圣克里斯托弗殖民地。这个是英格兰在加勒比海地区的第一个殖民地。1625年，法国人在他们曾经的废墟迪耶普镇重建定居点。
1628年，来自圣基茨岛的80个英格兰殖民者占据尼维斯岛。岛上迅速发展了非常获利的烟草贸易，使得能够争取到来自英格兰的投资。
在第二次英荷战争中，圣基茨岛上的法国殖民者和英格兰殖民点关系恶化。战争很快就爆发了。在1665年至1667年，法国控制了整个岛屿。之后在布雷达条约中，英格兰恢复了此岛原来的部分。1671年，英格兰部分圣基茨与尼维斯、安提瓜和蒙塞拉特一起建立加勒比背风群岛政府。1689年，在大联盟战争中，法国重新占领整个岛屿。在1697年的斯维克条约中，又恢复战前状态。

## 1700-1883年
在18世纪初，圣基茨岛面临了更大的破坏。在1705年的西班牙王位继承战争中，8000人法国部队轻松击败1000人的英军。法国控制了整个圣基茨岛八年，直到乌得勒支条约（1713年）签订。该条约使得新统一大不列颠王国获得整个圣基茨岛。1833年，背风群岛被整合成为一个单一实体，并于1871年更名为背风群岛联邦殖民地。总部设在圣基茨岛。

## 圣基茨和尼维斯（1883年至今）
圣基茨岛仍然以产糖业为主。这些岛屿仍然为背风群岛联邦直到1958年加入西印度群岛联邦，该联邦于1962年解散，聖克里斯多福-尼維斯-安圭拉成为一个独立实体。
1983年，聖克里斯多福-尼維斯-安圭拉落實分治，圣基茨和尼维斯脱离英国独立，安圭拉繼續成為英國海外領土。